# Christlicher Friedhof Umm al-Hiran

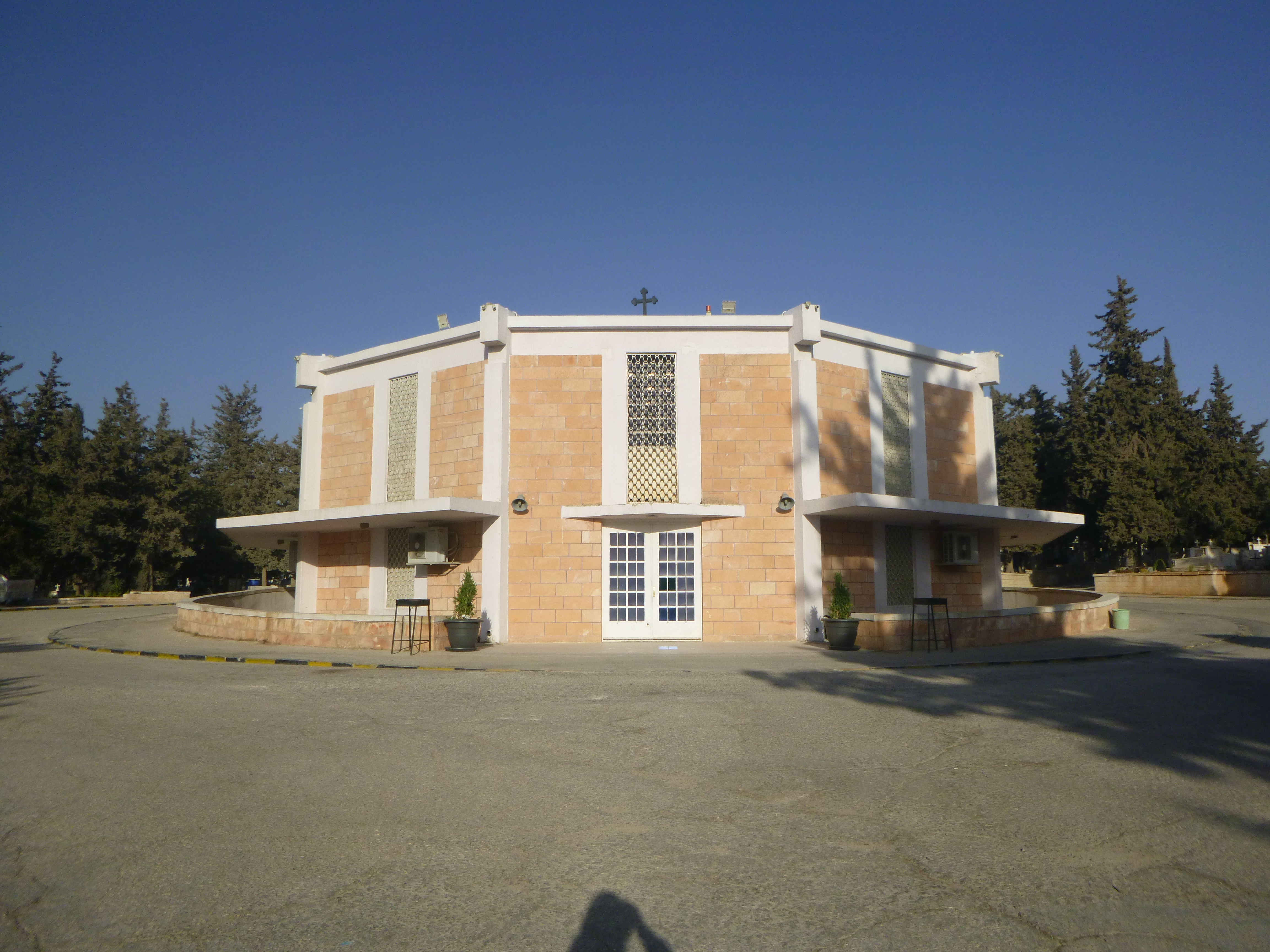
Die zentrale Abdankungshalle

Der Friedhof Umm al-Hiran (arabisch مقبرة أم الحيران المسيحية, DMG Maqbarat Umm al-Ḥīrān al-Masīḥiyya) ist der größte christliche Friedhof in Amman, der Hauptstadt Jordaniens. Er liegt unweit des gleichnamigen muslimischen Friedhofs an der Prinz-Hasan-Straße 385. Die von einer Mauer umgebene Anlage ist voll belegt und sternförmig um eine zentral positionierte Abdankungshalle angelegt. Sie vereinigt Verstorbene verschiedener Bekenntnisse der arabischen Christen.